# 小行星5057
小行星5057（5057 Weeks）是一颗围绕太阳公转的小行星。1987年2月22日，亨利·德波鸿诺在拉西拉天文台发现了此天体。
这颗小行星的绝对星等为284.68349等。